# 政府监听项目列表
本文章列举了世界各国政府已知的監聽计划和数据库。

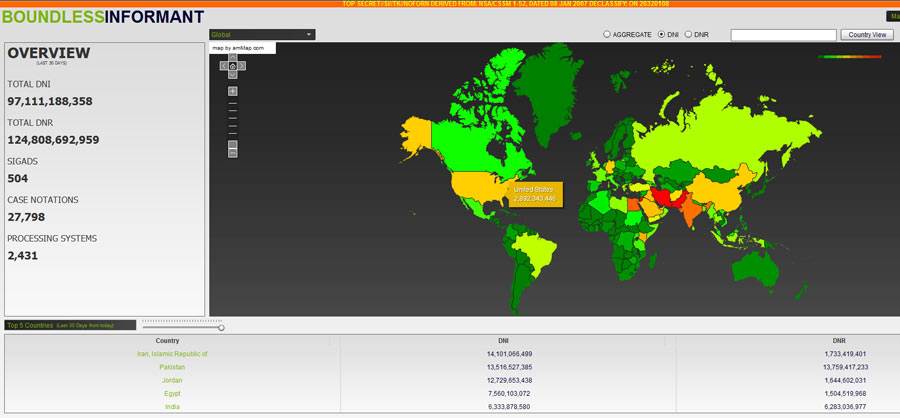
美国国家安全局 “无界线人” 计划全球数据收集地图

## 国际项目
- 梯队系统：信号情报（SIGINT）收集和分析网络，为了五个UKUSA协定签署国运作。

### 欧盟
- 申根信息系统：出于国家安全和执法目的设立的数据库。

- INDECT（英语：INDECT）：欧盟出资支持的研究项目，用于开发在城市环境中监控异常行为的方法（例如处理闭路电视的数据流）。[1]

## 各国国内项目

### 中华人民共和国
- 金盾工程：是该国公安部设立的审查和监听项目，“防火长城”是工程的一個子項目。该项目始于1998年，于2003年开始运作。[2]
- 天网 (中国)：是中華人民共和國政府建成的世界上最大的視頻監控系統，利用了人臉識別、大數據、人工智慧等技術，是中國大陸大規模監控體系的一部分。[3]天網系統連接不同地方（例如：火車站、飯店、商場、劇院等公共場所，公交、地鐵、出租车等交通工具）的監控鏡頭，可在極短時間內識別大量民眾身分。[4]
- 实时市民运动信息平台：是中华人民共和国北京市科学技术委员会于2011年提出的一款手机位置跟踪程序，此程序以緩解程式交通流量問題為由跟蹤市民實時位置[5]
- 防火長城：是對中華人民共和國政府在其網際網路邊界審查系統（包括相關行政審查系統）的統稱，主要指中國政府用於過濾網際網路國際出口上內容的軟硬體系統的集合。其主要作用在於分析和過濾中國境外網路不利于中国政府的資訊互相存取。
- 一体化联合作战平台：一款政府和警用應用程式，它常被中國政府用於識別和跟蹤對中華人民共和國新疆地區穩定構成潛在威脅的人員[6][7]
- 五七體制：是中華人民共和國文革時期的體制，該體制下毛澤東的權威達到頂峰，并且民間人們開始互相檢舉以進行思想審查。[8]
- 綠壩·花季護航：是一款客戶端的網路過濾軟體。該軟體可監控使用者瀏覽的網頁并且過濾特定信息[9]，中國大陸當局稱安裝軟體的目的在於保護未成年電腦使用者，也有觀點認為這一軟體是當局進行網路審查的工具之一。

### 法國

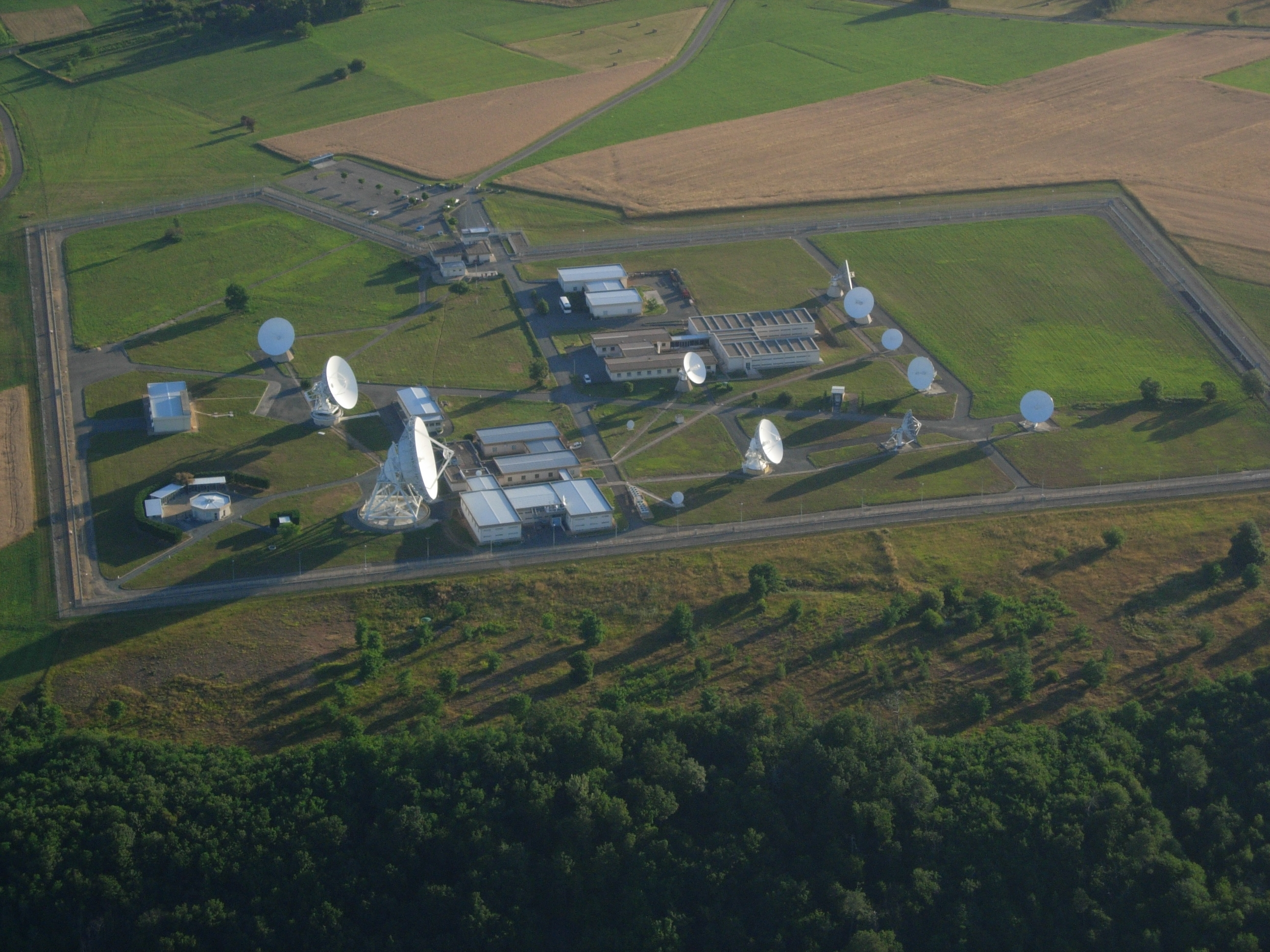
位于法国西南部东镇的 Frenchelon 的想象图

- Frenchelon（英语：Frenchelon）: 法国外部安全总局（法国的对外情报机构）运作的情报收集和分析网络。[10]

### 印度
- NATGRID（英语：NATGRID）：连接印度政府多个部门的数据库的情报网格系统。
- Centralized Monitoring System（英语：中央监听系统） (CMS)：类似美国国家安全局的稜鏡計劃的数据收集系统。[11]
- DRDO NETRA（英语：DRDO NETRA）：与梯队系统属同一类型, 使用预定义的过滤规则截取电子邮件, web 论坛消息, 博客, 社交网路, 以及图像。

### 俄羅斯
- SORM：俄罗斯联邦安全局监听互联网和电话通信的系统。

### 瑞典
- 巨人通信数据库（英语：Titan traffic database）：瑞典国防电信局（英语：Swedish National Defence Radio Establishment）建立的数据库，储存了电话服务的通话详请记录（英语：Call detail record）和互联网通信内容，以及涉及国际通信的数据库事务 (transaction) 数据。

### 瑞士
- Onyx（英语：Onyx (interception system)）：由数个瑞士情报机构维护的数据收集系统。

### 英国
- 监听现代化项目（英语：Interception Modernisation Programme）：试图扩张英国政府合法监听的能力，并在一个中央数据库中储存通信数据的项目。[12]

### USA

2013年由爱德华·斯诺登泄露给 《卫报》 的一份机密级文档，原定于2038年4月12日解密。

### 美国
- 全国可疑行为报告计划（英语：Nationwide Suspicious Activity Reporting Initiative）：在该计划下，执法者、公共安全人员、关键基础设施所有者或一般公众， 可提出可疑行为报告（英语：Suspicious Activity Report (justice and homeland security）。
- 稜鏡計劃：由美国国家安全局运作的电子监听项目，监听目标是参与该项目的公司的客户。
- Fairview：由美国国家安全局运作的针对外国移动订户的大规模监听项目。
- X-Keyscore
- DCSNet（英语：DCSNet）：美国联邦调查局的监听项目，可对位于美国境内的任何电信设备实施即时监听。[13]
- Main Core（英语：Main Core）：存储着被认为对美国国家安全构成威胁的美国公民的个人和金融信息的数据库。[14] 数据多来源于美国国家安全局、美国联邦调查局、美国中央情报局以及其他政府来源。[14]
- “幻灯”（英语：Magic Lantern (software)）：键盘监听软件，由美国联邦调查局通过电子邮件附件部署；启用后充当软件木马，使联邦调查局解密用户通信。[15]
- 美国国家安全局通话数据库（英语：NSA call database）
- 恒星风
- 641A 室
- 美国情报体系
  - 综合性国家计算机安全计划（英语：Comprehensive National Cybersecurity Initiative）
  - 犹他数据中心：美国情报体系耗资1,500,000,000美元建立的尧字节级数据存储设施。[16][17][18]
- 特定入侵行動辦公室：美国国家安全局的情报收集单位，每小时可收集2拍字节的数据。[19][20]
- 无界线人（英语：Boundless Informant）：由于美国国家安全局部署的用于分析全球电子信息的系统。 2013年3月, 该项目收集了分别来自伊朗、印度和美国的 14,000,000,000 份, 6,300,000,000 份, 和 2,800,000,000 份数据报告。[21]